# جائزة بوليتزر عن فئة الصحافة التفسيرية
جائزة بوليتزر عن فئة الصحافة التفسيرية (بالإنجليزية: Pulitzer Prize for Explanatory Reporting)‏ هي واحدة من أربعة عشر جائزة بوليتزر تقدمها سنويًا جامعة كولومبيا بنيويورك في الولايات المتحدة الأمريكية للصحافة. بدأ العمل بها رسميًا منذ عام 1985، وتُمنح للتغطيات الصحفية التفسيرية المميزة والتي بشأنها قد تُثير القضايا الهامة أو ذات قيمة، التي نشرت خلال العام. كانت في بداية الأمر، تُسمى جائزة بوليتزر عن فئة التغطيات الصحفية التفسيرية، وكانت في الفترة من عام 1985 حتى عام 1997. وبدءًا من عام 1980، بدأ الإعلان عن عملين آخرين دخلا التصفيات الأخيرة للجائزة، ليتم بذلك الإعلان عن الفائز إلى جانب أصحاب المركزين الآخرين.
تحظى هذه الجوائز، التي مولت في الأساس بمنحة من رائد الصحافة الأمريكي جوزيف بوليتزر بتقدير كبير. وتمنح جامعة كولومبيا الجوائز بتوصية من هيئة جوائز بوليتزر، المكونة من محكمين تعينهم الجامعة نفسها ويصل عدد الجوائز الممنوحة سنويًا إلى واحد وعشرين جائزة.

## وصلات خارجية
- الموقع الرسمي.
- الفائزين السابقين والمرشحين حسب الفئة.